# Ren Zhiqiang

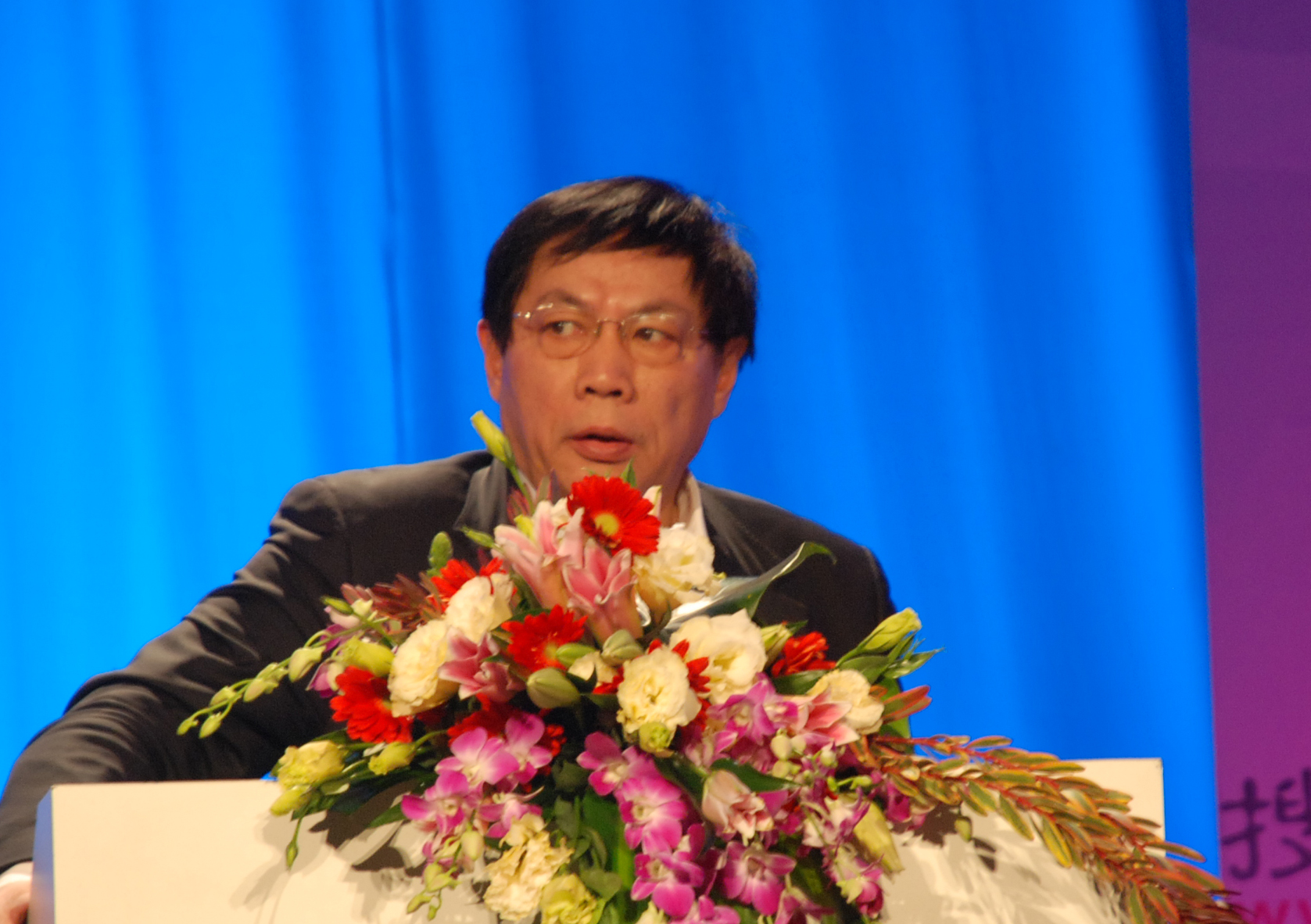
Ren Zhiqiang (2012)

Ren Zhiqiang (chinesisch: 任志强; * 8. März 1951 in Laizhou, Shandong) ist ein chinesischer Immobilienunternehmer und Blogger. Für seine aufsehenerregenden öffentlichen Aussagen wurde er unter dem Spitznamen Kanone Ren bekannt. 2020 wurde er zu einer Haftstrafe von 18 Jahren verurteilt, kurz nachdem er Chinas Präsidenten Xi Jinping öffentlich als Clown bezeichnet hatte.

## Leben
Ren Zhiqiang wurde 1951 in der Provinz Shandong geboren. Sein Vater, Ren Quansheng (1918–2007), war stellvertretender chinesischer Handelsminister, und seine Mutter war Kommunalbeamtin in Peking. Er ging in Peking zur Schule und studierte Recht an der Renmin Universität China. Rens Eltern wurden während der Kulturrevolution als politische Gegner verfolgt, und er ging 1968 auf das Land nach Yan’an, um dort als entsandter Jugendlicher (知識青年) zu arbeiten. Ein Jahr später trat er in die Volksbefreiungsarmee ein und diente als Militäringenieur. 1981 verließ er das Militär und begann in der Privatwirtschaft zu arbeiten. Er wurde im September 1985 inhaftiert, aber 14 Monate später wieder freigelassen, ohne dass er wegen eines Verbrechens verurteilt wurde. Seinem langjährigen Kollegen zufolge war der Grund für seine Inhaftierung, dass er den Leiter der Rechnungsprüfungsabteilung des Pekinger Bezirks Xicheng beleidigt hatte. Ren wurde in den 1990er Jahren Leiter der Huayuan Real Estate Gruop, einem Immobilienunternehmen. Im Jahr 2010 berichtete China Daily, dass Ren als Vorsitzender der Huayuan Real Estate Group das höchste Gehalt unter den 258 börsennotierten Unternehmen bezog, die Jahresberichte eingereicht hatten. Sein Gehalt belief sich Berichten zufolge auf 7,07 Millionen Renminbi (1,04 Millionen US-Dollar).
Bis 2013 war er Mitglied des Pekinger Stadtkomitees der Politischen Konsultativkonferenz des chinesischen Volkes. Ren war ein Mitglied der Kommunistischen Partei Chinas, äußerte sich aber mehrfach kritisch über diese. Auf dem Microblogging-Dienst Sina Weibo äußerte er sich häufig politisch. Aufgrund seines Status als Immobilienmogul, seiner Nutzung sozialer Medien und seiner häufigen politischen Äußerung wurde er auch als chinesischer Donald Trump bezeichnet. Im November 2013 drohte er damit, den staatlichen Fernsehsender China Central Television (CCTV) zu verklagen, nachdem dieser über Steuerschulden seines Unternehmens berichtet hatte, und im Januar 2014 bezeichnete er CCTV als „das dümmste Schwein der Welt“. Im September 2015 löste er in China eine Online-Kontroverse mit einem Weibo-Posting aus, in dem er den Kommunistischen Jugendverband Chinas, die Jugendorganisation der Kommunistischen Partei, kritisierte. Nach kritischen Kommentaren über Staatspräsident und Parteiführer Xi Jinping wurde sein Weibo-Account mit 37 Millionen Followern von Regulatoren gesperrt. Einen Tag später verkündete das Parteikomitee des Bezirks Xicheng, in dem Rens Parteimitgliedschaft registriert ist, ihn gemäß den Parteiregeln zu bestrafen. Am 2. Mai 2016 wurde Ren auf eine einjährige Bewährungsfrist innerhalb der Partei gesetzt.
In einem Essay vom Februar 2020 kritisierte Ren eine Rede Xi Jinpings zur COVID-19-Pandemie, in der er „... nicht einen Kaiser sah, der seine 'neuen Kleider' zur Schau stellte, sondern einen nackten Clown, der darauf bestand, weiterhin Kaiser zu sein“. Er sagte, das Fehlen einer freien Presse und Meinungsfreiheit habe die Reaktion auf die Pandemie verzögert und ihre Auswirkungen verschlimmert. Am 12. März verschwand Ren Zhiqiang schließlich aus der Öffentlichkeit. Am 7. April 2020 gab die Zentrale Disziplinarkommission der Kommunistischen Partei Chinas bekannt, dass gegen Ren wegen „schwerwiegender Verstöße gegen Gesetz und Disziplin“ ermittelt werde. Am 23. Juli 2020 wurde er aus der Kommunistischen Partei Chinas ausgeschlossen. Am 22. September 2020 verurteilte ein chinesisches Gericht Ren nach einem eintägigen Prozess zu einer Haftstrafe von 18 Jahren. Offizieller Grund für die Verurteilung waren Korruptionsvorwürfe.